# سومزوم
سومزوم (بالإنجليزية: Sumzom)‏ هي بلدة تقع في الصين في Bomê County. يقدر عدد سكانها بـ
- نسمة .